# Тодор Старчищки
Тодор войвода е български хайдутин и революционер, участник в Кресненско-Разложкото въстание.

## Биография
Роден е в Старчища, Неврокопска кааза, тогава в Османската империя. Тодор войвода е водач на чета от 40 души в Горноджумайско. Включва се в съпротивата срещу решенията на Берлинския конгрес от 1878 година, като участва в Кресненско-Разложкото въстание. След края на въстанието се прехвърля в Кюстендилско, откъдето продължава да навлиза на турска територия с чета. Под външен натиск е обезоръжен в Рилския манастир от българските власти.